# Rastovac (Zagvozd)
Rastovac je selo u općini Zagvozd. Sastoji se od Gornjeg i Donjeg Rastovca. Po popisu iz 2001. imao je 222 stanovnika. Najniža kota nalazi se na 202 metra nadmorske visine (Lončari u Donjem Rastovcu), a najviša kota je vrh Sveti Ilija na Biokovu s kotom 1640 metara nadmorske visine, pod kojim se nalazi sjeverni portal istoimenog tunela.
Do Rastovca se sa zagorske strane može doći iz smjera Zagvozda ili Grabovca, a s primorske strane iz Baške Vode kroz tunel Sveti Ilija. U Gornjem selu je još Područna osnovna škola izgrađena početkom 80 godina prošlog stoljeća. U selu su prezimena Vranjić, Maslić, Stanić, Dedić i Varkaš
Donji Rastovac čine sljedeće obitelji: Lončar, Serdarević, Gavran, Dujmović, Šuta i Žugo.

## Stanovništvo
| broj stanovnika | 255   |       | 286   | 351   | 417   | 419   |       |       | 521   | 595   | 475   | 501   | 404   | 390   | 222   | 168   | 146   |
|                 | 1857. | 1869. | 1880. | 1890. | 1900. | 1910. | 1921. | 1931. | 1948. | 1953. | 1961. | 1971. | 1981. | 1991. | 2001. | 2011. | 2021. |

## Spomenici i znamenitosti
- Crkva sv. Stipana, jednobrodna crkva pravokutnog tlocrta s polukružnom apsidom, sagrađena 1863. godine na mjestu ranije crkve
- Crkva Sv. Križa i groblje sa stećcima, u Gornjem selu, sagrađena 1612. godine na mjesnom groblju. Na crkvici je uklesana godina 1612. što znanstvenici smatraju godinom gradnje crkvice.
- Donji Rastovac krasi srednjovjekovna crkvica sv. Stjepana te kapelica Gospe od Zdravlja u zaseoku Lončari koju je dao sagraditi don Andrija Lončar (1801. – 1881.) dok je bio župnikom Zagvozda.